# Papuascincus phaeodes
Papuascincus phaeodes är en ödleart som beskrevs av  Vogt 1932. Papuascincus phaeodes ingår i släktet Papuascincus och familjen skinkar. Inga underarter finns listade i Catalogue of Life.